# Hard to Find
Hard to Find è un singolo di Tate McRae, pubblicato il 19 dicembre 2017 come secondo estratto dalla prima raccolta The One Day LP.

## Tracce
1. Hard to Find – 3:13